# بررسی صلاحیت نامزدها در نظام انتخاباتی ایران
بررسی صلاحیت نامزدهای انتخابات ریاست‌جمهوری ایران، مجلس شورای اسلامی و مجلس خبرگان
توسط شورای نگهبان و شوراهای اسلامی شهر و روستا توسط هیئت مرکزی نظارت بر انتخابات شوراها انجام می‌شود.

## انتخابات ریاست‌جمهوری
عامل تعیین‌کننده احراز صلاحیت داوطلبان ریاست‌جمهوری، رای اعضای شورای نگهبان است. برای احراز صلاحیت کاندیداها در بین اعضای شورای نگهبان رای‌گیری می‌شود و برای احراز صلاحیت حداقل ۷ رای نیاز است.
بعد از فرایند ثبت نام داوطلبان انتخابات ریاست جمهوری به استناد ماده ۵۷ قانون انتخابات، شورای نگهبان ۵ روز فرصت بررسی و اعلام نظر در مورد افراد واجد شرایط را دارد. احراز صلاحیت در مورد همان دوره است و دوره‌های بعدی فرد باید شرایط را احراز کند.
روند بررسی صلاحیت‌ها در انتخابات ریاست جمهوری با مجلس شورای اسلامی و مجلس خبرگان تفاوت‌هایی وجود دارد. در انتخابات مجلس شورای اسلام و خبرگان برای احراز صلاحیت هیئت‌های نظارت وجود دارد و سپس شورای نگهبان اعلام نظر می‌کند، اما برای ریاست جمهوری فقط شورای نگهبان باید صلاحیت افراد را احراز کند.
در انتخابات ریاست جمهوری برخلاف تعبیری که در رسانه‌ها و افکار عمومی وجود دارد چیزی به عنوان رد صلاحیت وجود ندارد، چون شرایط اصل ۱۱۵ قانون اساسی باید برای اعضای شورای نگهبان احراز و سپس نتیجه اعلام شود.

### رجل سیاسی و مذهبی
در اصل ۱۱۵ قانون اساسی ایران ذکر شده‌است، رئیس‌جمهور باید از میان رجال مذهبی و سیاسی باشد؛ در خصوص این اصل هیچ نظر تفسیری از سوی شورای نگهبان ابراز نشده‌است و در زمان تصویب در مجلس خبرگان قانون اساسی نیز در خصوص مفهوم رجل مذهبی و سیاسی بحثی نشده‌ است.
در مورد چگونگی تفسیر عبارت رجل سیاسی و مذهبی اختلاف نظرهایی وجود دارد؛ مجلس ایران اخیراً و در جریان اصلاح قانون انتخابات ریاست جمهوری تلاش کرد این عبارت را اصلاح کند، اما شورای نگهبان با دخالت مجلس در این مورد مخالفت کرد.

## انتخابات شوراهای شهر و روستا
هیئت‌های اجرایی انتخابات شوراهای اسلامی مسوول صحت برگزاری انتخابات حوزه انتخابیه خود می‌باشند.
هیئت اجرایی موظف است به منظور احراز شرایط مذکور در مواد ۲۶ و ۲۹ قانون شوراها دربارهٔ هر یک از داوطلبان عضویت در شورای اسلامی شهر حسب مورد از مراجع ذی‌ربط از قبیل اداره اطلاعات، نیروی انتظامی، دادگستری، ثبت احوال استعلام نماید. مراجع مذکور در ماده فوق موظف هستند ظرف ۱۰ روز از تاریخ وصول استعلام، نسبت به موارد استعلام کتباً پاسخ دهند. هیئت‌های اجرایی پس از دریافت نتیجه رسیدگی به سوابق داوطلبان موظفند ظرف مدت هفت روز به صلاحیت داوطلبان رسیدگی و نتیجه را اعلام نمایند.
نظر هیئت‌های اجرایی بخش و شهرستان مبنی بر تأیید صلاحیت داوطلبان با تأیید هیأتهای نظارت شهرستان و بخش معتبر است و چنانچه ظرف هفت روز از تاریخ دریافت نتیجه رسیدگی صلاحیت داوطلبان، هیئت نظارت مربوط دربارهٔ داوطلب یا داوطلبان نظر خود را اعلام نکند، نظر هیئت اجرایی ملاک عمل خواهد بود.

### اقلیت‌های دینی و مذهبی
در فروردین ۱۳۹۶ احمد جنتی، دبیر شورای نگهبان با استناد به سخنان روح‌الله خمینی، در ابلاغیه خواستار جلوگیری از تأیید صلاحیت کاندیداهای اقلیت‌های دینی در انتخابات شوراهای شهر و روستا شد که حمید انصاری قائم مقام مؤسسه تنظیم و نشر آثار امام خمینی طی نامه‌ای به وی پاسخ داد./وا.م